# 黃維樑
黃維樑（1947年10月19日—），香港學者及作家，曾任香港中文大學中國語文及文學系教授，亦曾任香港作家協會主席。

## 簡歷
黃維樑1947年生於廣東省澄海縣東湖鄉，父親黃應亮在香港工作。1955年初夏隨母親蔡婉姿遷往香港，居於西營盤常豐里。曾入讀陶淑學校（小學部、1959年小六）及顯理中學，於最後一屆舊制中文中學香港中學會考中取得三優五良的成績，1965年中六畢業後入讀香港中文大學新亞書院中文系，獲一級榮譽畢業。1969年中大畢業後，到美國奧克拉荷馬州立大學讀新聞與大眾傳播，兩年後取得碩士學位。1971年入讀俄亥俄州立大学東亞系，1976年博士畢業後回香港，在香港中文大學中文系任教。
2000年11月，黃維樑因虐打妻女事件，被香港中文大學即時解僱。 之後黃氏離開香港，在台灣佛光大學（位於宜蘭縣礁溪鄉）專任教授。
他的著作超過15部，主編書超過10部。其妹西茜凰為香港作家。

## 爭議

### 虐打妻女事件
據《東方日報》報導，黃維樑1999年起多次毆打髮妻韓江寧，致使韓江寧到大學保健處及沙田威爾斯醫院求診。檢驗結果均稱韓江寧受到嚴重損傷，黃妻也曾尋求校外婚姻輔導，但沒有效果。2000年初，黃維樑與女兒發生爭執，繼而將女兒壓倒在地。之後，有關黃維梁在內地結交女朋友的相片及資料陸續被公開。2000年2月，中大校園出現多張大字報要「黃教授辭職以謝天下」。
2000年11月6日，香港中文大學校董會以大比數通過黃維樑虐打妻女的報告，中大校長李國章向傳媒發表聲明，指出黃維樑妻子曾往大學保健處及威爾斯親王醫院求診，亦曾到婚姻輔導處求助。根據以上機構的資料，黃維樑曾在1998年及1999年虐打妻子，損傷嚴重，而且虐打屬於長期性，最少發生過三次。由於虐打妻女屬於大學規程第24條第5項所指的「不道德、醜聞或可恥性質的行為」，校董會決定即時解僱黃維樑。李國章指黃維樑的行為有違教師模範，故不適合繼續在中大任教，況且大學以社會良心，絕不可以容許此等行為。

## 作品

### 學術專著
- 1.《中國詩學縱橫論》，台北洪範書店，1977
- 2.《清通與多姿．中文語法修辭論集》，香港文化事業有限公司，1981
- 3.《怎樣讀新詩》，香港學津，1982
- 4.《香港文學初探》，香港華漢，1985
- 5.《中國文學縱橫論》，台北東大，1988
- 6.《古詩今讀》，香港中文大學，1992
- 7.《中國古典文論新探》，北京大學，1996
- 8.《香港文學再探》，香港香江，1996
- 9.《期待文學強人》，香港當代文藝，2004
- 10.《文化英雄拜會記》，台北九歌，2004
- 11.《文心雕龍：體系與應用》，香港文思，2016

### 編纂書籍
- 1.《火浴的鳳凰：余光中作品評論集》，台北純文學，1979
- 2.《中國現代中短篇小說選》，香港文化事業有限公司，1984
- 3.《香港文學展顏》第二輯，香港市政局，1986
- 4.《中國當代短篇小說選》一及二集，香港新亞洲，1988、1989
- 5.《吐露港春秋：中大學者散文選》，香港中文大學，1992
- 6.《中華文學的現在和未來》，香港鑪峰學會，1994
- 7.《中國現代文學論文集》，香港公開進修學院，1994
- 8.《中國現代文學導讀》，台北台灣書店，1998；又：台北揚智，2004
- 9.《中國比較文學學科理論的墾拓――台港學者論文選》（與曹順慶合編），北京大學，1998
- 10.《活潑紛繁的香港文學――1999年香港文學國際研討會論文集》，香港中文大學，2000
- 11.《人生：香港作家聯會會員散文集》，香港明報，2002

### 文藝創作
- 1.《突然，一朵蓮花》，香港山邊社，1983
- 2.《大學小品》，香港香江，1985
- 3.《我的副產品》，香港明報，1988
- 4.《至愛：黃維樑散文選》，北京中國文聯，1995
- 5.《蘋果之香》，新加坡SNP，2000